# Ranunculus platanifolius
Il ranuncolo a foglie di platano (Ranunculus platanifolius L., 1767) è una pianta appartenente alla famiglia delle Ranunculaceae, comune nei boschi alpini del territorio italiano.

## Etimologia
Il nome generico (Ranunculus), passando per il latino, deriva dal greco Batrachion, e significa “rana” (è Plinio scrittore e naturalista latino, che c'informa di questa etimologia) in quanto molte specie di questo genere prediligono le zone umide, ombrose e paludose, habitat naturale degli anfibi. L'epiteto specifico (platanifolius) si riferisce ovviamente alla forma delle foglie simili a quelle del platano.

Il binomio scientifico attualmente accettato (Ranunculus platanifolius) è stato proposto da Carl von Linné (Rashult, 23 maggio 1707 –Uppsala, 10 gennaio 1778), biologo e scrittore svedese, considerato il padre della moderna classificazione scientifica degli organismi viventi, nell'edizione del 1767 della sua opera “Systema Naturae”.

## Descrizione

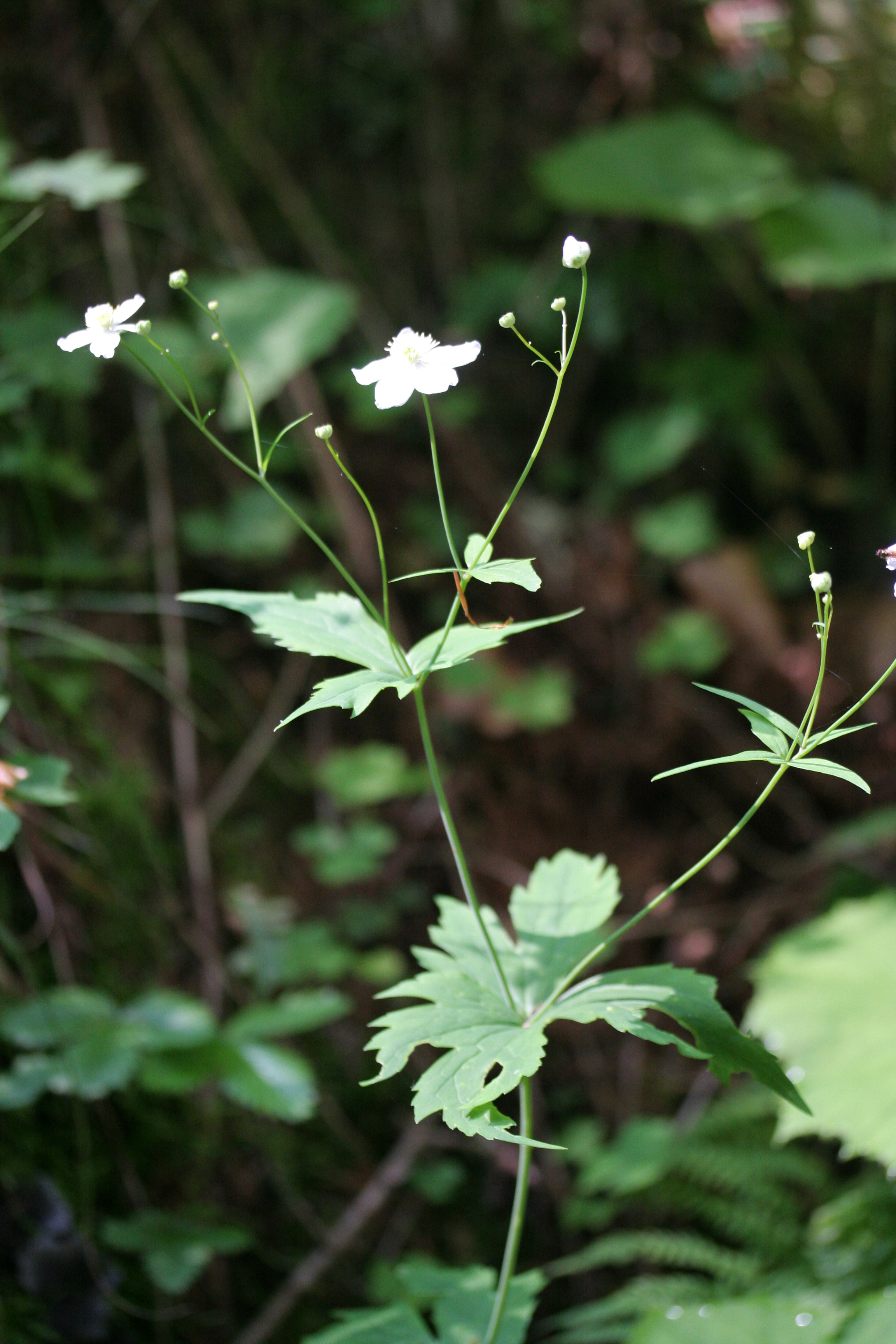
Il portamento
Località: Forcella Aurine, Gosaldo (BL), 1299 m s.l.m. - 11/06/2008

È una pianta perenne e erbacea terrestre caratterizzata da alcune particolarità anatomiche e morfologiche come la possibilità di far germoliare le gemme ascellari. L'altezza media oscilla tra 30 e 60 cm (massimo 130 cm). È inoltre definita emicriptofita scaposa (H scap), ossia è una pianta con gemme svernanti al livello del suolo e protetta dalla lettiera o dalla neve. Tutta la pianta è fondamentalmente glabra e priva di cellule oleifere.

### Radici
Le radici sono secondarie da rizoma (mai tuberose) a forma fascicolata.

### Fusto
- Parte ipogea: praticamente assente.
- Parte epigea: i fusti aerei di queste piante sono a portamento eretto e sono glabri. Sono molto ramosi e multi-flori. La sezione è cilindrica e l'interno è cavo.

### Foglie

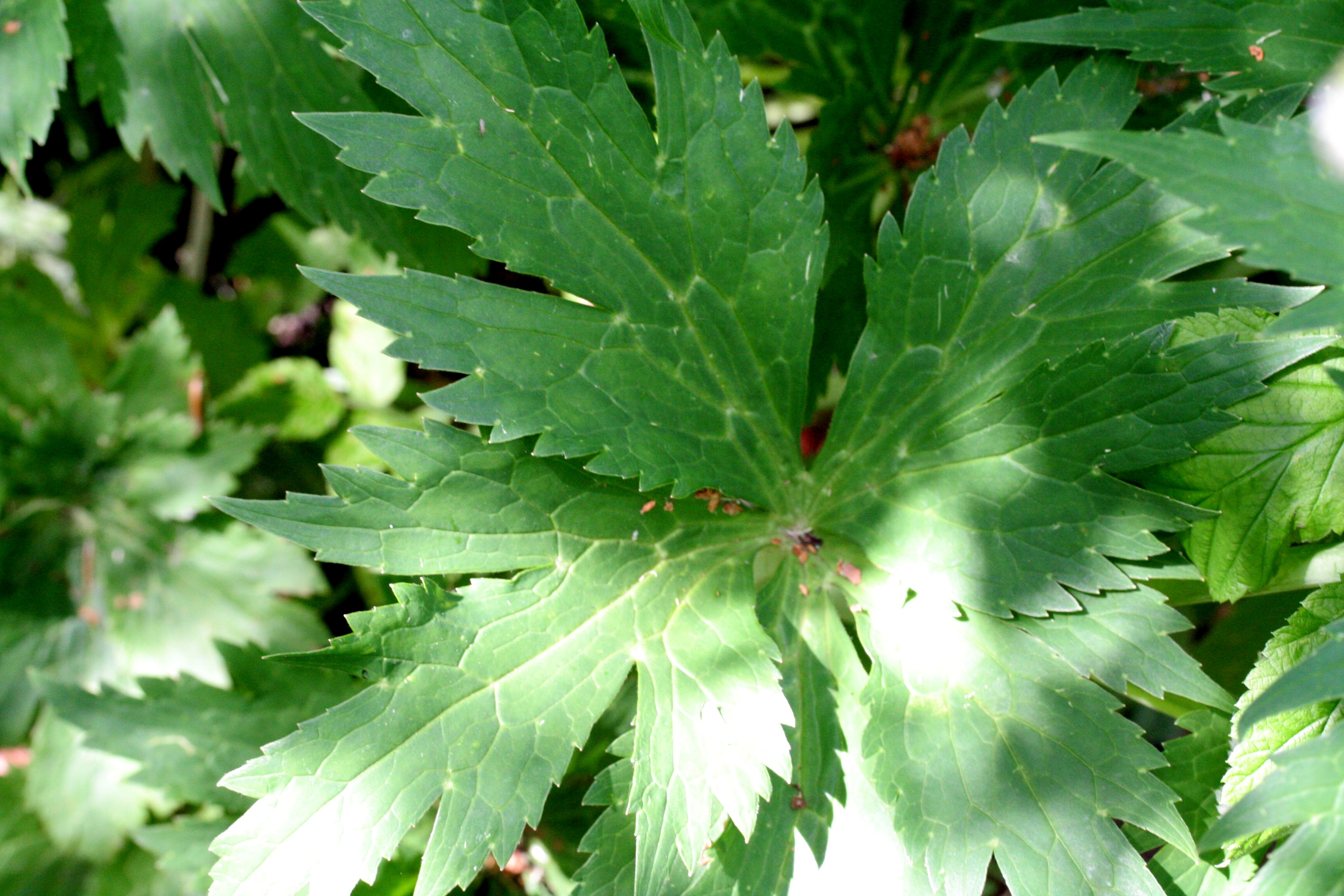
La foglia
Località: Giardino Botanico Alpino "Giangio Lorenzoni", Pian Cansiglio, Tambre d'Alpago (BL), 1000 m s.l.m. - 13/06/2009

- Foglie basali: le foglie basali sono picciolate ed hanno una forma pentagonale (o quasi circolare, in tutti i casi poligonale) con margini profondamente incisi (ma non fino alla nervatura centrale; sono divise su 7/8) in 3 – 7 lobi o segmenti (foglia di tipo palmatosetta). I vari segmenti sono ben distanziati uno dall'altro. Ogni segmento, con bordi seghettati, termina con tre lacinie divaricate. Il colore della foglia è verde opaco. Diametro delle foglie: 5 – 15 cm.
- Foglie cauline: le foglie superiori lungo il fusto sono disposte in modo alterno, senza stipole e sono progressivamente ridotte (anche i piccioli sono più brevi) con un numero minore di lobi; il contorno in queste foglie è più reniforme mentre i lobi sono lanceolato-lineari. Dimensione del lobi: larghezza 1 cm; lunghezza 5 cm.

### Infiorescenza

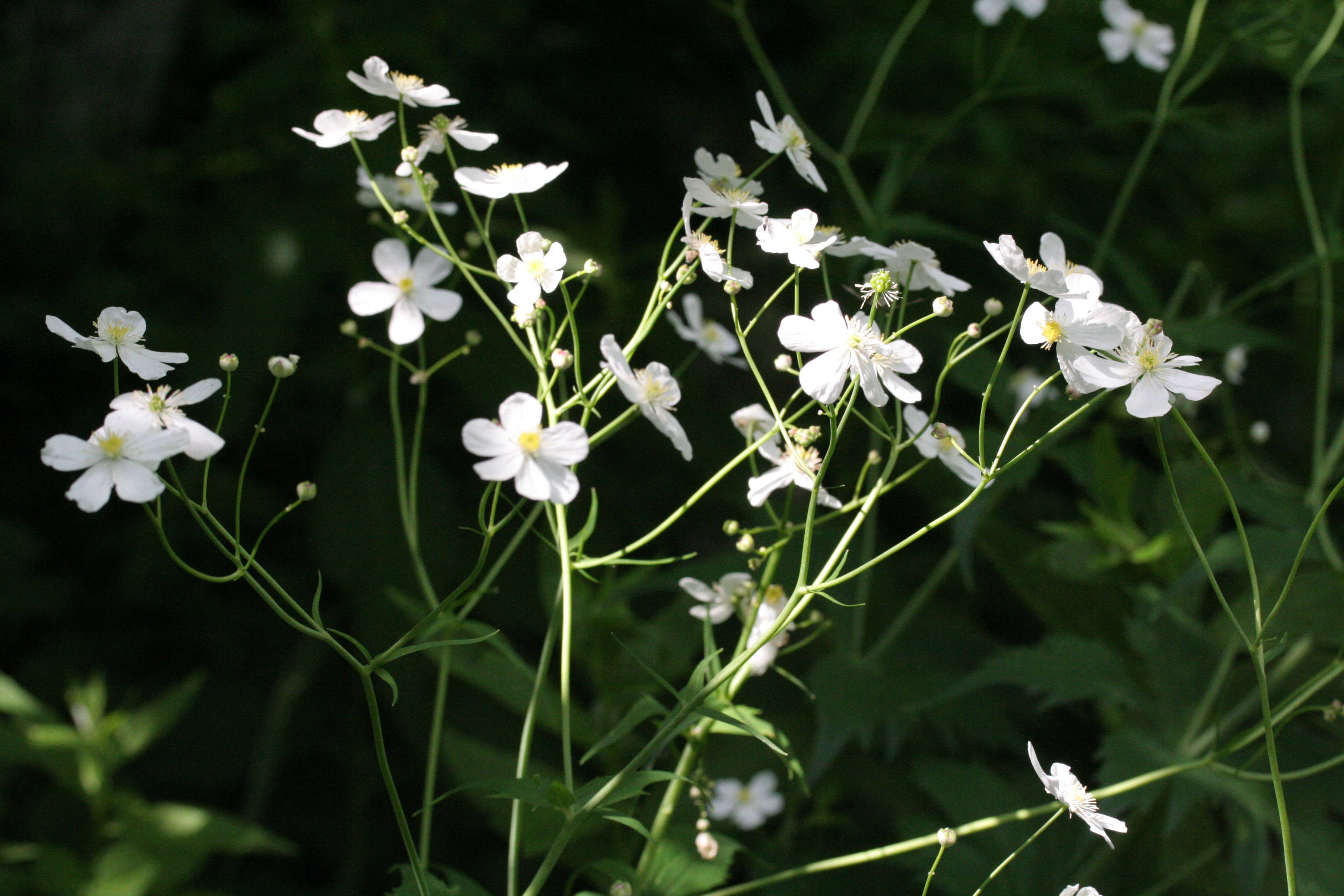
Infiorescenza
Località: Giardino Botanico Alpino "Giangio Lorenzoni", Pian Cansiglio, Tambre d'Alpago (BL), 1000 m s.l.m. - 13/06/2009

L'infiorescenza è composta da numerosi fiori terminali e solitari (uno per ogni peduncolo); sono peduncolati all'ascella delle foglie superiori. I peduncoli sono glabri e sono lunghi da 4 a 5 volte le foglie poste nelle rispettive ascelle.

### Fiore

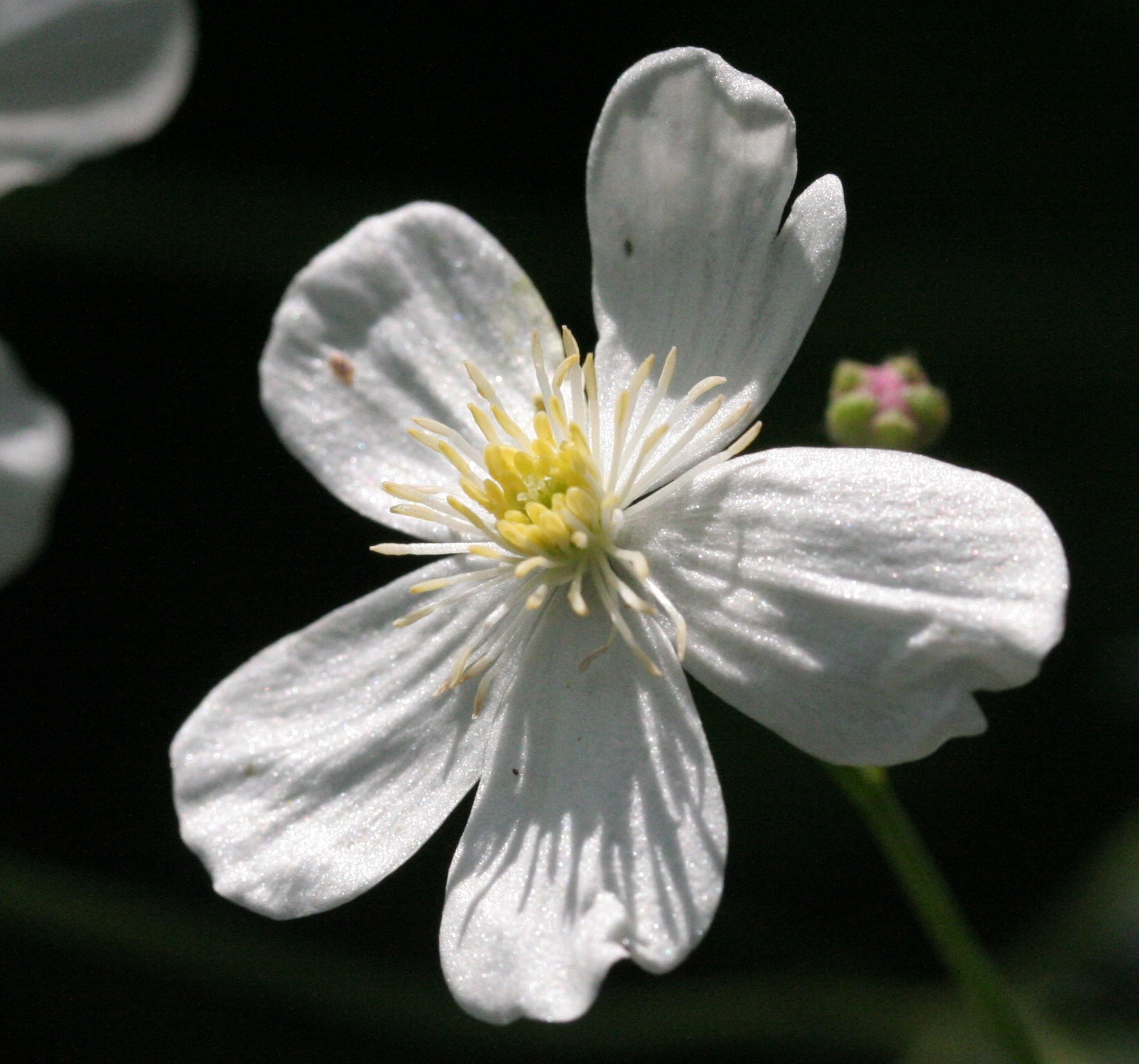
Il fiore
Località: Giardino Botanico Alpino "Giangio Lorenzoni", Pian Cansiglio, Tambre d'Alpago (BL), 1000 m s.l.m. - 13/06/2009

I fiori sono ermafroditi, emiciclici, attinomorfi. I fiori sono di tipo molto arcaico anche se il perianzio(o anche più esattamente il perigonio) di questo fiore è derivato dal perianzio di tipo diploclamidato (tipico dei fiori più evoluti), formato cioè da due verticilli ben distinti e specifici: sepali e petali. Il ricettacolo (supporto per il perianzio) è glabro. I peduncoli sono cilindrici e non sono solcati. Dimensione dei fiori: 10 – 25 mm.
- Formula fiorale: per queste piante viene indicata la seguente formula fiorale:

* K 5, C 5, A molti, G 1-molti (supero), achenio
- Calice: il calice è formato da 5 sepali glabri, verdastri a disposizione embricata. In realtà i sepali sono dei tepali sepaloidi[6]. Alla fioritura sono disposti in modo patente ed appressati ai petali; poi sono caduchi.
- Corolla: la corolla è composta da 5 petali di colore bianco; la forma è “cuoriforme” o obovata; alla base dal lato interno è presente una fossetta nettarifera (= petali nettariferi di derivazione staminale). In effetti anche i petali della corolla non sono dei veri e propri petali: potrebbero essere definiti come elementi del perianzio a funzione vessillifera[7]. La superficie del petalo è lievemente stropicciata, mentre il bordo apicale può essere retuso.
- Androceo: gli stami, inseriti a spirale nella parte bassa sotto l'ovario, sono in numero indefinito e comunque più brevi dei sepali e dei petali; la parte apicale del filamento è lievemente dilatata sulla quale sono sistemate le antere bi-logge, di colore giallo a deiscenza laterale (il colore del filamento è bianco). Al momento dell'apertura del fiore le antere sono ripiegate verso l'interno, ma subito dopo, tramite una torsione, le antere si proiettano verso l'esterno per scaricare così il polline lontano dal proprio gineceo evitando così l'autoimpollinazione. Il polline è tricolpato (caratteristica tipica delle Dicotiledoni). In questa specie gli stami (moltissimi) sono disposti a raggiera in tutte le direzione in modo da far barriera al nettare contro eventuali ospiti indesiderati.
- Gineceo: l'ovario è formato da diversi carpelli liberi uniovulari; sono inseriti a spirale sul ricettacolo; gli ovuli sono eretti e ascendenti. I pistilli sono apocarpici (derivati appunto dai carpelli liberi) e sono gialli come le antere, mentre la parte basale (il carpello) è verde chiaro quasi trasparente.
- Fioritura: da giugno a luglio.

### Frutti
I frutti (un poliachenio) sono degli acheni lisci a forma ovata o subsferica; sono molto numerosi, appiattiti, compressi e con un rostro o becco apicale lungo circa ¼ dell'achenio (= achenio a becco breve); il rostro è fondamentalmente dritto o lievemente ricurvo, ma non uncinato. Ogni achenio contiene un solo seme. Insieme formano una testa sferica posta all'apice del peduncolo fiorale.

## Riproduzione
La riproduzione di questa pianta avviene per via sessuata grazie all'impollinazione degli insetti pronubi (soprattutto api) in quanto è una pianta provvista di nettare (impollinazione entomogama).

## Distribuzione e habitat
- Geoelemento: il tipo corologico (area di origine) è Europeo - Orofita.
- Distribuzione: in Italia questa specie si trova al nord, nell'Appennini settentrionali e centrali e in Sardegna. È considerata specie rara. Nelle Alpi non è presente nella provincia di Torino. Sul resto dell'Europa è presente su tutti i rilievi montani
- Habitat: l'habitat tipico sono i boschi (ricchi di nitrati) e cespuglieti subalpini; ma anche boschi di faggete, abetaie e betuleti. Il substrato preferito è sia calcareo che calcareo-siliceo, con pH neutro e terreno con buoni valori nutrizionali e mediamente umido.
- Distribuzione altitudinale: sui rilievi queste piante si possono trovare da 800 fino a 2000 m s.l.m.; frequentano quindi il piano vegetazionale subalpino.

### Fitosociologia
Dal punto di vista fitosociologico la specie di questa voce appartiene alla seguente comunità vegetale:
Formazione: delle comunità delle macro- e megaforbie terrestri
Classe: Mulgedio-Aconitetea

## Tassonomia
Il genere Ranunculus è un gruppo molto numeroso di piante comprendente oltre 400 specie originarie delle zone temperate e fredde del globo, delle quali quasi un centinaio appartengono alla flora spontanea italiana. La famiglia delle Ranunculaceae invece comprende oltre 2500 specie distribuite su 58 generi. 

Le specie spontanee della nostra flora sono suddivise in tre sezioni (suddivisione a carattere pratico in uso presso gli orticoltori organizzata in base al colore della corolla): Xanthoranunculus – Batrachium – Leucoranunculus. La specie Ranunculus platanifolius appartiene alla terza sezione (Leucoranunculus) caratterizzata dall'avere i peduncoli fruttiferi diritti, acheni lisci e piante a portamento eretto.

Un'altra suddivisione, che prende in considerazione caratteristiche morfologiche ed anatomiche più consistenti (ma fondamentalmente simili), è quella che divide il genere in due sottogeneri (o subgeneri), assegnando il Ranunculus platanifolius al subgenere Ranunculus, caratterizzato da piante con fusti eretti (e quindi forniti di tessuti di sostegno), peduncoli dell'infiorescenza eretti alla fruttificazione, lamina fogliare ben sviluppata e petali gialli o bianchi (l'altro subgenere Batrachium è dedicato soprattutto alle specie acquatiche).

Il numero cromosomico di R. platanifolius è: 2n = 16.

### Ibridi
Con questa pianta sono possibili i seguenti ibridi interspecifici:
- Ranunculus × intermediifolius W.Huber (1988) - Ibrido con Ranunculus aconitifolius L..
- Ranunculus × scissus W.Huber (1988) - Ibrido con Ranunculus kuepferi Greuter & Burdet.
- Ranunculus × faurei Rouy & E.G. Camus (1901) - Ibrido con Ranunculus seguieri Vill..
- Ranunculus × lacerus Bellardi (1791) - Ibrido con Ranunculus pyrenaeus L..

### Sinonimi
La specie di questa voce ha avuto nel tempo diverse nomenclature. L'elenco che segue indica alcuni tra i sinonimi più frequenti:
- Ranunculus aconitifolius subsp. platanifolius Rikli (1981).
- Ranunculus aconitifolius var. platanifolius Pacz. (1981).
- Ranunculus aconitifolius var. dealbatus P.Fourn. (1936).
- Ranunculus dealbatus Lapeyr. (1813).

### Specie simili
Una specie molto simile a quella di questa voce è il Ranunculus aconitifolius L., 1753 - Ranuncolo con foglie d'aconito: differisce in quanto la lamina delle foglie è completamente divisa in lobi, mentre il peduncolo fiorale è pubescente. Questa pianta in genere ha delle dimensioni minori rispetto al “Ranuncolo a foglie di platano”.

## Usi

### Farmacia
Queste piante contengono l'anemonina; una sostanza particolarmente tossica per animali e uomini. Infatti gli erbivori brucano le foglie di queste piante con molta difficoltà e solamente dopo una buona essiccazione (erba affienata) che fa evaporare le sostanze più pericolose. Anche le api evitano di bottinare il nettare dei “ranuncoli”. Sulla pelle umana queste piante possono creare delle vesciche (dermatite); mentre sulla bocca possono provocare intenso dolore e bruciore alle mucose.

### Giardinaggio
Sono piante rustiche di facile impianto per cui spesso sono coltivate nei giardini rustici o anche alpini.